# Мирчо Мирчев
Мирчо Йорданов Мирчев е български офицер, полковник от генералщабното ведомство, началник-щаб на 4-та пехотна преславска дивизия през Втората световна война (1941 – 1945), командир на 5-а пехотна дунавска дивизия (1945 – 1946)

## Биография
Мирчо Мирчев е роден на 5 октомври 1898 г. в Каба кулак (днес Ушинци), Разградско, Княжество България. През 1920 година завършва Военното на Негово Величество училище в 40-и випуск и на 4 октомври е произведен в чин подпоручик. Служи в 10-и конен полк. На 27 ноември 1923 г. е произведен в чин поручик. Служи в 3-ти конен полк. През 1928 г. е назначен на служба във 2-ри конен полк и на 3 септември същата година е произведен в чин ротмистър. През 1929 г. е записан като слушател във Военната академия, през 1930 г. е прекомандирован към Щаба на армията, през 1931 г. е назначен на служба в кавалерийския отдел на Школата за ротни, батарейни и ескадронни командири, а от 1932 г. е командир на ескадрон от Лейбгвардейския конен полк, по-късно същата година е зачислен към Школата за запасни офицери, след което същата година е назначен за командир на рота от 29-и пехотен ямболски полк.
През 1933 г. капитан Мирчев е назначен на служба към Военната академия, през следващата година е на назначен на служба към Щаба на армията, от 1935 г. е слушател във Военна академия към Щаба на армията и по-късно същата година е назначен за командир на рота от 5-и пехотен дунавски полк. На 6 май 1935 г. е произведен в чин майор и същата година бива назначен за началник на секция в 5-а пехотна дунавска дивизия. В началото на 1938 г. отново е слушател във Военна академия, а малко по-късно същата година е назначен за временен началник-щаб на 1-ва бърза дивизия. В началото на 1939 г. майор Мирчев е назначен за командир на дружина от 35-и пехотен врачански полк, след което през 1940 е назначен за адютант на министъра на войната, като на 6 май 1940 г. е произведен в чин подполковник.
По време на Втората световна война (1941 – 1945) подполковник Мирчо Мирчев е адютант на министъра на войната, след което от 1942 г. е инспектор на Дирекция гражданска мобилизация (ДГМ), от 1944 г. е интендант на 2-ри корпус, офицер за свръзка на ЦВ в Щаба на групата армии „Е“ в Солун, началник-щаб на 4-та пехотна преславска дивизия (1944) и през 1945 г. поема командването на 5-а пехотна дунавска дивизия. Уволнен е от служба на 17 януари 1946 година.

## Семейство
Полковник Мирчо Мирчев е женен и има 2 деца.

## Военни звания
- Подпоручик (4 октомври 1920)
- Поручик (27 ноември 1923)
- Ротмистър (3 септември 1928)
- Майор (6 май 1936)
- Подполковник (6 май 1940)
- Полковник (14 септември 1943)

## Образование
- Военно на Негово Величество училище (до 1920)
- Военна академия (до 1935)

## Награди
- Военен орден „За храброст“ IV степен, 1-ви клас
- Орден „Св. Александър“ III степен с мечове по средата